# Glenelg River (vattendrag i Australien, Western Australia)
Glenelg River är ett vattendrag i Australien. Det ligger i delstaten Western Australia, omkring 2 000 kilometer nordost om delstatshuvudstaden Perth.
Trakten runt Glenelg River består i huvudsak av gräsmarker. Trakten runt Glenelg River är nära nog obefolkad, med mindre än två invånare per kvadratkilometer. Savannklimat råder i trakten. Genomsnittlig årsnederbörd är 1 896 millimeter. Den regnigaste månaden är februari, med i genomsnitt 493 mm nederbörd, och den torraste är augusti, med 1 mm nederbörd.